# Pseudoanthidium brachiatum
Pseudoanthidium brachiatum is een vliesvleugelig insect uit de familie Megachilidae. De wetenschappelijke naam van de soort is voor het eerst geldig gepubliceerd in 1994 door Michener & Griswold.